# Josef Dengler
Josef Dengler (* 16. Mai 1894 in Steinebrunn, Niederösterreich; † 15. Mai 1976 in Wien) war ein österreichischer Politiker (CSP, später ÖVP).

## Leben
Josef Dengler wurde als ältestes von elf Kindern einer Kleinbauernfamilie geboren. Nach kurzer Betätigung in der Landwirtschaft verließ er den elterlichen Hof auf der Suche nach Arbeit. Im Ersten Weltkrieg diente er von 1914 bis 1918 als Soldat. Im Alter von 16 Jahren trat er 1910 der christlichen Arbeiterjugend bei. Ab 1919 verdiente sich Dengler als Fabriksarbeiter seinen Lebensunterhalt. Er engagierte sich auch in der christlichsozialen Gewerkschaftsbewegung. Zu deren Landessekretär für Niederösterreich wurde Dengler im Jahr 1924 gewählt; 1926 zog er als Gewerkschafter in die Arbeiterkammer ein.
Im Mai 1927 wurde Dengler in Wien als Mitglied des Bundesrats vereidigt, dem er bis Mai 1934 angehören sollte. Er gehörte dem Freiheitsbund an und wurde dessen Landesführer für Niederösterreich.
Während der Zeit des autoritären Ständestaats war Dengler Funktionär in der Einheitsgewerkschaft und Mitglied im Landesführerbeirat der Vaterländischen Front. Im April 1934 wurde Dengler zum Regierungskommissär der Badener Gebietskrankenkasse ernannt, im Dezember 1936 zu ihrem Obmann. Von 1937 bis 1938 saß er im Gemeinderat von Baden, aus dem ihn jedoch die Nationalsozialisten nach dem „Anschluss“ Österreichs verdrängten.
Von März 1938 bis Jänner 1939 wurde er von den Machthabern in „Schutzhaft“ genommen. Obwohl Dengler danach von der Geheimen Staatspolizei observiert wurde, gelang es ihm ab 1942 Mitglied einer Widerstandsgruppe in Niederösterreich zu werden. Deren Ziel war es, Vorbereitungen zu treffen, um Österreich in der Zeit nach der Befreiung durch die Alliierten, aufzubauen.
Bereits am 16. April 1945 eröffnete Dengler das Büro des Österreichischen Arbeitnehmerinnen- und Arbeitnehmerbundes für Niederösterreich in Wien. Auch zählte er im April 1945 zu einem der Mitbegründer der Volkspartei Niederösterreich.
Im Dezember 1945 wurde Dengler als Mitglied der ÖVP in den Nationalrat gewählt. Dengler war danach rund 14 Jahre lang, bis Juni 1959, als Nationalratsabgeordneter, tätig.
Er starb einen Tag vor seinem 82. Geburtstag im Mai 1976 in Wien.

## Auszeichnungen
- 1935: Ritterkreuz des österreichischen Verdienstordens[3]
- 1955: Großes Silbernes Ehrenzeichen für Verdienste um die Republik Österreich[7]